# خوسيه انغا
خوسيه انغا (بالإسبانية: José Inga)‏ هو لاعب كرة قدم بيروفي في مركز الوسط، ولد في 7 أكتوبر 1999 في تشولوكاناس في بيرو. لعب مع نادي أياكوتشو.

## وصلات خارجية
- خوسيه انغا على موقع قاعدة بيانات كرة القدم.إي يو (الإنجليزية)
- خوسيه انغا على موقع Soccerway.com (الإنجليزية)
- خوسيه انغا على موقع عالم كرة القدم.نت (الإنجليزية)